# چومی چومس
خوزه ماریا گونسالس کاستریو (اسپانیایی: Jose María González Castrillo‎؛ ‏ ۸ مهٔ ۱۹۲۷ – ۱۰ آوریل ۲۰۰۳) که با نام چومی چومس شناخته می‌شود، یک کارگردان فیلم، و فیلم‌نامه‌نویس اهل اسپانیا بود. وی یکی از نویسندگان مجلهٔ فرهنگی-سیاسی موندو ایسپانیکو بود.
از فیلم‌ها یا مجموعه‌های تلویزیونی که وی در آن‌ها نقش داشته است، می‌توان به «خداوند هر گوشهٔ این خانه را برکت دهد» (۱۹۷۷) اشاره نمود.